# Вирбяне
Вирбя́не (болг. Върбяне) — село в Шуменській області Болгарії. Входить до складу общини Каспичан.

## Населення
За даними перепису населення 2011 року у селі проживали 265 осіб.
Національний склад населення села:
| Національність   | Кількість осіб | Відсоток |
| ---------------- | -------------- | -------- |
| болгари          | 128            | 48,9%    |
| турки            | 124            | 47,3%    |
| цигани           | 4              | 1,5%     |
| інша             | 0              | 0%       |
| не визначились   | 6              | 2,3%     |
| Всього відповіли | 262            |          |

Розподіл населення за віком у 2011 році:
Динаміка населення: